# Hugh Lloyd-Jones
Sir Hugh Lloyd-Jones FBA (* 21. September 1922 in Saint Peter Port; † 5. Oktober 2009 in Wellesley, Massachusetts) war ein britischer Altphilologe.
Lloyd-Jones besuchte das Lycée Français und die Westminster School in London und studierte dann am College Christ Church in Oxford. Im Zweiten Weltkrieg war er als 2nd Lieutenant des Intelligence Corps in Indien stationiert, 1944 wurde er zum Captain befördert. Nach Kriegsende wurde er 1946 aus dem Militärdienst entlassen. Nach einem zweijährigen Studium der Klassischen Philologie am Jesus College der Universität Cambridge wurde er dort 1948 zum Fellow ernannt. 1950 wurde er Assistant Lecturer, 1952 hauptamtlicher Lecturer der Universität. 1954 wechselte er an das Corpus Christi College in Oxford, wo er E. P. Warren Praelector der Klassischen Philologie wurde. In Oxford wurde er auch mit Paul Maas bekannt. Seit 1960 war er Regius Professor of Greek an der Universität Oxford. 1989 wurde er emeritiert und als Knight Bachelor („Sir“) in den Adelsstand erhoben.
Lloyd-Jones war unter anderem Mitherausgeber der Monographienreihe Hypomnemata. 1966 wurde er Mitglied (Fellow) der British Academy. 1978 wurde er in die American Academy of Arts and Sciences und 1992 in die American Philosophical Society aufgenommen. Seit 1992 war er korrespondierendes Mitglied der Bayerischen Akademie der Wissenschaften. Er erhielt mehrere Ehrendoktorwürden, darunter die der Philosophischen Fakultät der Universität Göttingen (29. Mai 2002).
In erster Ehe war Hugh Lloyd-Jones seit 1953 mit Frances Hedley verheiratet, mit der er zwei Söhne und eine Tochter hat. Nach der Scheidung 1981 heiratete er im Jahre 1982 die US-amerikanische Altphilologin Mary Lefkowitz.

## Schriften (Auswahl)
- The Justice of Zeus (= Sather Classical Lectures. 41). University of California Press, Berkeley CA u. a. 1971, ISBN 0-520-01739-0 (2. Auflage. ebenda 1983, ISBN 0-520-04688-9).
- Females of the Species. Semonides on Women. Noyes Press, Park Ridge NJ 1975.
- Myths of the Zodiac. St. Martin’s Press, New York NY 1978, ISBN 0-312-55870-8.
- Mythical Beasts. Duckworth, London 1980, ISBN 0-7156-1439-8.
- Blood for the Ghosts. Classical Influences in the Nineteenth and Twentieth Centuries. Duckworth, London 1982, ISBN 0-7156-1500-9.
- Classical Survivals. The Classics in the Modern World. Duckworth, London 1982, ISBN 0-7156-1517-3.
- als Herausgeber mit Peter J. Parsons: Supplementum Hellenisticum (= Texte und Kommentare. 11). Indices confecit Heinz-Günther Nesselrath. Walter de Gruyter, Berlin u. a. 1983, ISBN 3-11-008171-7 (Google Bücher).
- Greek Comedy, Hellenistic Literature, Greek Religion, and Miscellanea. The Academic Papers of Sir Hugh Lloyd-Jones. Clarendon Press, Oxford 1990, ISBN 0-19-814745-7.
- Greek Epic, Lyric, and Tragedy. The Academic Papers of Sir Hugh Lloyd Jones. Clarendon Press, Oxford 1990, ISBN 0-19-814680-9.
- Sophoclis Fabulae. Recognoverunt brevique adnotatione critica instruxerunt H. Lloyd-Jones et N. G. Wilson. Clarendon Press, Oxford 1990, ISBN 0-19-814577-2.
- mit Nigel G. Wilson: Sophoclea. Studies on the Text of Sophocles. Clarendon Press, Oxford 1990, ISBN 0-19-814041-X.
- Greek in a Cold Climate. Duckworth, London 1991, ISBN 0-7156-2358-3.
- mit Nigel G. Wilson: Sophocles. Second Thoughts (= Hypomnemata. Untersuchungen zur Antike und zu ihrem Nachleben. 100). Vandenhoeck & Ruprecht, Göttingen 1997, ISBN 3-525-25200-5.
- als Herausgeber: Supplementum Supplementi Hellenistici (= Texte und Kommentare. 26). Indices confecit M. Skempis. Walter de Gruyter, Berlin u. a. 2005, ISBN 3-11-018537-7 (Google Bücher).